# Óscar Bonavena
Óscar Natalio Bonavena (* 25. September 1942 in Buenos Aires; † 22. Mai 1976 in Virginia City) war ein argentinischer Schwergewichtsboxer, der in den 1960er- und 1970er-Jahren aktiv war.

## Frühe Karriere
Oscar Bonavena wurde als fünftes von sieben Kindern in armen Verhältnissen geboren und war italienischer Abstammung. Innerhalb seiner kurzen Amateurlaufbahn, die nur 15 Kämpfe (13 K.-o.-Siege bei einer Punkt-Niederlage) umfasste, wurde er Landesmeister. 1963 nahm er an den Panamerikanischen Spielen in São Paulo, Brasilien teil und kam bis in das Halbfinale. Wegen einer Beißattacke in die Schulter seines amerikanischen Gegners und späteren Turniergewinners Lee Carr wurde der Argentinier nicht nur disqualifiziert, sondern es wurde ihm auch die Chance verwehrt, um die Bronzemedaille zu kämpfen.
Er gab 1964 sein Profidebüt und boxte schon vom Anfang seiner Boxerlaufbahn sowohl in Argentinien als auch in den USA, da durch den höheren Dollarkurs gegenüber dem Peso selbst Rahmenkämpfe in den USA die Börsen von Hauptkämpfen in Argentinien (teilweise) überstiegen und so zu einem relativen Reichtum des Boxers führten. Im ersten Jahr seiner Boxkarriere konnte er acht Erfolge hintereinander verbuchen – ausnahmslos gegen Aufbaugegner oder „Journeymen“, von denen Tom McNeely, den Bonavena durch einen TKO in der fünften Runde besiegte, der bekannteste war. Schon in seinem neunten Kampf trat er gegen den Weltranglistenboxer Zora Folley an, verlor erwartungsgemäß und musste dabei sogar in der achten Runde zu Boden. Die nächsten elf Kämpfe gestaltete Bonavena wieder siegreich, u. a. schlug er 1965 Gregorio Peralta in Argentinien vor einer Rekordkulisse von 30.000 Zuschauern im Luna Park Stadium in Buenos Aires in der fünften Runde zu Boden, um nach 12 Runden zum einstimmigen Punktsieger erklärt zu werden. Mit diesem Sieg war er argentinischer Schwergewichtsmeister. Im Jahr darauf verlor er  seinen zweiten Kampf, dieses Mal gegen Jose Giorgetti durch Disqualifikation, konnte diesen aber im nachfolgenden Revanchekampf über 10 Runden einstimmig nach Punkten besiegen.

## Weltranglistenboxer
1966 besiegte er den in den Weltranglisten geführten Kanadier George Chuvalo.
Im September 1966 wurde er als Aufbaugegner für Joe Frazier in dessen zwölftem Profikampf verpflichtet. Bonavena gelangen in der zweiten Runde zwei Niederschläge und er verlor den Kampf letztlich nur knapp nach Punkten (das Kampfurteil war eine 2:1 Entscheidung).
Nachdem Muhammad Ali 1967 der Weltmeistertitel aberkannt worden war, veranstaltete die WBA ein Ausscheidungsturnier um den vakanten Titel. Bonavena besiegte zunächst in Frankfurt am Main im September Karl Mildenberger nach Punkten, nachdem er den Deutschen viermal zu Boden geschlagen hatte bzw. dieser angezählt worden war; verlor aber gegen den späteren Sieger des Turnieres Jimmy Ellis nach Punkten. Ellis erzielte in diesem Kampf zwei Knockdowns.
Ein Sieg im Rückkampf gegen Folley, dessen Karriere sich langsam seinem Ende näherte, und ein Punktsieg über den in der Weltrangliste geführten Leotis Martin ermöglichten ihm, 1968 erneut gegen Frazier um den Konkurrenz WM-Titel NEW YORK STATE CROWN zu kämpfen. Er unterlag dem nun erfahrenen Frazier einstimmig nach Punkten, erntete aber bei der internationalen Sportpresse und den Boxsportanhängern sehr viel Lob, besonders was seine Fähigkeit anging, schwere Schläge seines Gegners zu absorbieren, ohne dass es Auswirkungen auf seine Kampfmoral zeigte.
Im Jahr 1969 besiegte er Norbert Grupe, der gegen die überlegene Physis seines Gegners nur wenig Chancen hatte und in der dritten Runde gestoppt wurde, nachdem er insgesamt fünfmal zu Boden gegangen war bzw. sich hatte anzählen lassen.
1970 kämpfte Muhammad Ali, nachdem er sechs Wochen zuvor Jerry Quarry gestoppt hatte, gegen Bonavena. Erst in der letzten Runde konnte Ali seinen technisch limitierten, aber ständig angreifenden Gegner dreimal zu Boden schicken. Der Kampf wurde nach der THREE-KNOCKDOWN-RULE als TKO gewertet. Dies war der einzige Kampf, den Bonavena vorzeitig verlor. Vorher hatte Ali angekündigt, Bonavena in der neunten Runde K. o. zu schlagen, wurde aber durch einen Konter Bonavenas selbst schwer getroffen.

## Boxstil und boxhistorische Relevanz
Bonavena war ein technisch limitierter Angriffsboxer, der Schläge aus den verschiedensten und unüblichen Bewegungsabläufen hervorbrachte. Das irritierte manchen technisch überlegenen Boxer, der mit einem solchen Stil Probleme hatte, zumal diese Art des Boxens oft mit einer Unfairness einhergeht. Bonavena war kein guter Taktiker und ignorierte häufig Strategien seiner Trainer.
Er war ein unberechenbarer Boxer, der, wenn er unterschätzt wurde, für unangenehme Überraschungen bei seinen Gegnern sorgen konnte. Er verfügte über Schlagkraft, Kondition und „Nehmerfähigkeiten“. Wegen dieser Eigenschaften genoss er einen hohen Beliebtheitsgrad bei vielen Boxsportanhängern (auch außerhalb seines Heimatlandes), denn er war innerhalb wie außerhalb des Boxringes ein schillernder Charakter, der polarisierte. So verschob er des Öfteren die Termine seiner Boxkämpfe oder drohte es an, um so auf die Veranstalter Druck auszuüben und seine höheren Gagenforderungen durchzusetzen.
Boxhistorisch gesehen ist er einer der wichtigsten südamerikanischen Schwergewichtsboxer aller Zeiten. Global gesehen war er ein Weltranglistenboxer, der sich über 10 Jahre in diesen behaupten konnte, ohne seine wegweisenden Kämpfe für sich entscheiden zu können.

## Spätere Karriere und Tod
1972 unterlag er Floyd Patterson, dessen Karriere sich im Spätherbst befand. Obwohl er Patterson in der vierten Runde zu Boden schlug und dieser angezählt wurde, konnte der Amerikaner dennoch den Punktsieg davontragen. 1974 punktete der aufstrebende Ron Lyle Bonavena aus. Bonavena gewann nach dieser Niederlage sieben Kämpfe gegen Aufbaugegner und erreichte so, dass er noch in den Top 20 der Weltranglisten geführt wurde (in der WBC-Weltrangliste Platz 7), als er 1976 im Alter von 33 Jahren ermordet wurde. Bei seiner Beerdigung, die nur mit der des Tangomusikers Carlos Gardel – was Größe und Beachtung in der argentinischen Öffentlichkeit angeht – verglichen werden konnte, waren 150.000 Trauergäste anwesend, darunter ein ehemaliger argentinischer Präsident, General Alejandro Agustín Lanusse, die damals amtierenden Boxweltmeister Carlos Monzón und Víctor Galíndez (ein ehemaliger Sparringspartner Bonavenas), die Ex-Boxweltmeister Pascual Pérez und Horacio Acavallo sowie Prominenz aus Film, TV, Theater, Kunst und Sport. Bonavenas Leichnam wurde öffentlich im Luna Park in Buenos Aires aufgebahrt.